# کاهوکا (میزوری)
کاهوکا (به انگلیسی: Kahoka) یک شهر در ایالات متحده آمریکا است که در شهرستان کلارک، میزوری واقع شده‌است. کاهوکا ۴٫۱۴ کیلومتر مربع مساحت و ۲٬۰۷۸ نفر جمعیت دارد و ۲۱۳ متر بالاتر از سطح دریا قرار دارد.